# Jonas Pap
Jonas Pap is een Nederlands cellist die ook deel uitmaakt van het Red Limo String Quartet.
Beide ouders van Pap zijn musici. Hij begon in 2001 een klassieke opleiding op het conservatorium in Zwolle en studeerde daar bij cellist Ran Varon. Daarnaast volgde Pap diverse masterclasses en vervolgde hij zijn opleiding 'cello lichte muziek' aan het conservatorium in Arnhem Beide conservatoria waren in 2002 opgegaan in ArtEZ Conservatorium. 
Met het Red Limo String Quartet maakte Pap deel uit van Kyteman's Orchestra. Daarnaast speelt hij, zowel met het kwartet als individueel, regelmatig als studio-muzikant mee op opnames van andere artiesten zoals Bökkers, Daniël Lohues, Ricky Koole en Mathilde Santing. Hij trad op met uiteenlopende artiesten zoals Mark Lanegan, Eddie Vedder, Kensington, Wende Snijders, a balladeer en Stone Sour.